# Avex mode
avex mode (エイベックス モード?) es un subsello de Avex, que alberga artistas principalmente del estilo idol.
Originalmente también albergaba música relacionada con el anime, de artistas y también bandas sonoras, pero desde el 2007 dentro de este mismo se creó otro subsello, ZOOM FLICKER, el cual comenzó a dedicarse exclusivamente a lanzamientos de bandas sonoras de animaciones japonesas, y también DVD.

## Artistas
- Aiko Kayo
- Sanae Kobayashi
- BeForU
- Riyu Kosaka
- Noria
- DRM
- Haruko Momoi

## Música de animaciones
- Eyeshield 21
- Ichigo 100%
- Initial D
- InuYasha
- La ley de Ueki
- Eighth Man
- Angelic Layer
- Capitán Tsubasa
- Cyborg 009
- El teatro de Rumiko
- Tenjō Tenge
- Doraemon
- Nana
- Hikaru no Go
- Final Fantasy: Unlimited
- Black Jack
- Hoshi no Kirby
- Bobobo
- Mushishi
- Ring ni kakero

- Datos: Q8210440